# Waar en wanneer
Waar en wanneer is een Nederlandstalig liedje van de Belgische zanger Bob Benny uit 1963. De melodie is gebaseerd op het refrein van Als flotter Geist uit de operette Der Zigeunerbaron van Johann Strauss jr. Het is Bob Benny's grootste hit en leverde hem een gouden plaat op.
Het nummer verscheen in 1966 op het album Show Bob Benny.

## Hitnotering
| Single met hitnotering(en) in oude hitlijsten | Datum van verschijnen | Datum van binnenkomst | Hoogste positie | Aantal maanden | Opmerkingen | Bron                 |
| --------------------------------------------- | --------------------- | --------------------- | --------------- | -------------- | ----------- | -------------------- |
| Waar en wanneer                               |                       | okt 1963              | 24              | 1M             |             | Muziek Expres Top 30 |

| Single met hitnotering(en) in de Vlaamse Ultratop 50 | Datum van verschijnen | Datum van binnenkomst | Hoogste positie | Aantal weken | Opmerkingen           |
| ---------------------------------------------------- | --------------------- | --------------------- | --------------- | ------------ | --------------------- |
| Waar en Wanneer                                      |                       | jun 1963              | 3               | 6M           | in de Juke Box Top 20 |